# Käsmu laht
Käsmu laht (Käsmuviken, äldre svenska och tyska Kaspervik) är en vik på Estlands nordkust mot Finska viken. Den ligger i  Vihula kommun i landskapet Lääne-Virumaa, 70 km öster om huvudstaden Tallinn. Den avgränsas i väster av udden Käsmu poolsaar och i öster av halvön Vergi poolsaar. På västra sidan ligger byn Käsmu och på den sydöstra samhället Võsu där ån Võsu jõgi mynnar.